# Gare de Lehrte
Ne doit pas être confondu avec Gare de Lehrte (Berlin).
La gare de Lehrte (Bahnhof Lehrte) est une gare ferroviaire située dans la ville de Lehrte, en Basse-Saxe, Allemagne. Elle est située au carrefour des deux lignes ferroviaires de Berlin à Lehrte (axe est-ouest) et de Hanovre à Brunswick (axe nord-sud). La ligne à grande vitesse Hanovre-Berlin (axe LGV est-ouest) la traverse sans s'arrêter. La gare de Lehrte est donc une gare ferroviaire de trains régionaux et en outre un important pôle de fret.
Située à 15km de Hanovre, la gare de Lehrte est également desservie par le S-Bahn de Hanovre